# Michel de Ghelderode
Michel de Ghelderode (egentligen:Adolphe Adhémar Louis Michel Martens) född 3 april 1898 i Ixelles, död 1 april 1962 i Bryssel, var en belgisk författare, dramatiker och journalist.

## Biografi
Ghelderode gick två år på musikkonservatoriet innan han blev informator och journalist. Hans dramatik är groteskt expressionistisk.
Förutom en omfattande produktion av noveller och essäer har han skrivit ett 50-tal dramatiska verk, där linjer från medeltida mysteriespel, från Shakespeare och Strindberg, från Brueghel och Bosch löper samman.
Ghelderode räknas inte utan skäl till föregångarna inom absurdismen.
Bland hans mest kända pjäs är Fastes d'enfer (1938). Hans samlade dramatik, Théâtre complet, gavs ut 1950-1957.

## Verk (på svenska)
- Barabbas: ett passionsspel (översättning Rudolf Wendbladh, radiobearbetning Hjalmar Gullberg, Radiotjänst, 1937)
- Escorial: drama i en akt (Escurial) (otryckt översättning av Claes Hoogland  för Finlands television 1961)
- Dagen lovar att bli vacker: elegisk fars i tre akter, nio scenbilder och en epilog (Pantagleize) (otryckt översättning av Bertil Bodén för Stockholms stadsteater 1966)
- Röd magi: tre akter (Magie rouge) (otryckt översättning av Jan Johansson för Kungliga Dramatiska Teatern 1967)
- Balladen om den dansande Makabern: farce i tre akter och sex tablåer (Le Grand Macabre) (otryckt översättning av Bodil Kåge och Per Verner-Carlsson för Arlecchino 1960-tal eller 1970-tal?)
- De blinda (otryckt översättning och radiobearbetning av Per Verner-Carlsson för Sveriges radio 1970-tal)
- Narrskolan (L'école des bouffons) (otryckt översättning och radiobearbetning av Per Verner-Carlsson för Radioteatern 1973)
- Escurial (Escurial) (otryckt översättning av Göran O Eriksson, bearbetning Lars Broling 1973?)